# Сантоликвидо, Франческо
Франче́ско Сантоли́квидо (итал. Francesco Santoliquido; 6 августа 1883, Сан-Джорджо-а-Кремано, Кампания — 26 августа 1971, Рим или Анакапри, Кампания) — итальянский композитор. 

## Биография
Окончил римский Лицей Санта-Чечилия в 1908 году, учился у Джакомо Сетаччоли и Станислао Фальки. 
C 1912 по 1921 год жил и работал в Хаммамете (Тунис). Затем вернулся в Италию, однако продолжал много бывать в Тунисе и, в частности, в 1927 г. основал там музыкальную школу. В 1933 г. обосновался в Анакапри, где провёл всю оставшуюся жизнь. Практически всё композиторское наследие Сантоликвидо создано до конца 1930-х гг. 
В 1937—1938 гг. он опубликовал в итальянской прессе серию статей откровенно фашистской направленности, начиная со статьи «Еврейский музыкальный кровосос» (итал. La piovra musical ebraica), в которых клеймились евреи-композиторы вообще и Альфредо Казелла в частности, и после этого почти не участвовал в публичной жизни.
В музыке Сантоликвидо, наряду с влиянием Вагнера, Рихарда Штрауса и Дебюсси, заметно и воздействие арабской музыкальной культуры — особенно в таких сочинениях тунисского периода, как симфонические этюды «Сахарская ночь» (итал. La notte sahariana; 1912), «Арабская танцовщица» (итал. La danzatrice araba; 1912) и «Благоухание сахарских оазисов» (итал. Il profumo delle oasi sahariane; 1915), а также опера «Ферхуда» (1920). 
Наследие Сантоликвидо включает также две симфонии, струнный квартет, фортепианную музыку и песни, которым посвящено отдельное исследование.
Опубликовал также книгу «Поствагнерианцы: Дебюсси и Рихард Штраус» (итал. Il dopo-Wagner: C. Debussy e R. Strauss; 1909, переиздание 1922), несколько эссе.
Жена Сантоликвидо — известная пианистка Орнелла Сантоликвидо.